# Předseda vlády Arménie
Předseda vlády Arménské republiky (arménsky: Հայաստանի Հանրապետության վարչապետ) je hlava vlády Arménie. Jde o hlavního držitele výkonné moci v zemi a ústřední postavu arménského politického systému. Je volen parlamentem (Národním shromážděním) a jmenován prezidentem. Podle ústavy také předseda vlády stojí v čele Rady bezpečnosti, která předepisuje hlavní směry obranné politiky země - je tedy fakticky vrchním velitelem ozbrojených sil. Úřad předsedy vlády byl poprvé zřízen v roce 1918 se založením první arménské republiky. V éře Sovětského svazu navazoval post předsedy Rady ministrů Arménské sovětské socialistické republiky. Když Arménie v roce 1991 znovu získala nezávislost, byl znovu zaveden úřad předsedy vlády, avšak jakožto vedlejší postavy politického systému, v níž dominoval prezident. Ovšem v roce 2015 došlo k ústavní reformě, pro niž se rozhodli občané v referendu. Po ní Arménie přešla na parlamentní systém a z premiéra se stala klíčová postava.